# SUPER STAR 満-MITSURU-
SUPER STAR 満-MITSURU-（スーパースター みつる）は、コナミデジタルエンタテインメントのBEMANIシリーズで活動するアーティスト。

## 概要
beatmania IIDX 15 DJ TROOPERSの「NEW GENERATION -もう、お前しか見えない-」にて初登場して以来、プロフィール等が一切不明の謎のアーティストとして楽曲を提供している。
楽曲のジャンル名のすべてにONLY ONEが付き、自身のテーマとなっている。
2011年2月23日に、1stアルバム「ONLY ONE ACT」をコナミスタイルから発売された。
beatmania IIDX 19 Lincleにおいて別れがテーマと取れる「SA.YO.NA.RA. SUPER STAR」の提供や、開設していたTwitterアカウントが2011年末を以て終了したこと、2012年1月29日にZepp Tokyoで行われた、EXIT TUNES ACADEMY Ryu☆ 3rd Album Rainbow☆Rainbow Release Partyへの出演をもって、アーティスト活動を終了したとされている。だが、その後beatmania IIDX 20 tricoroにおいて星野奏子の「To my star」のムービーにおいて回想という形で出演している。なお、曲自体も歌詞に「スーパースター」と入るなど、彼を意識したものになっている。その後2014年に行われた青龍 1st Album Blue Dragon Release Partyにて復活がアナウンスされた。
サングラスがトレードマークであり、作風はユーロビートが主体、曲中に本人の台詞、語りが入ることが特徴。

## 関連人物

### SUPER HEROINE 彩香-AYAKA-
SUPER HEROINE 彩香-AYAKA-（スーパーヒロイン あやか）とは、VJ GYOデザインのbeatmania IIDXの登場キャラクター、アクティ・アリエスがSUPER STAR 満-MITSURU-のプロデュースでアイドル歌手としてデビューしたという設定の女性アーティスト。満と同じく、正体は不明であったが、ERiがブログで正体を公開していた。彼女自身はこれ以外にも、BEMANIシリーズの楽曲にボーカルで参加している。楽曲タイトルは満の楽曲のアンサーソングとなっている。

## 楽曲
曲名の後ろに名義、括弧の中には収録されているシリーズと補足を掲載。表記の無いものはSUPER STAR 満-MITSURU-。
beatmania IIDX
- NEW GENERATION -もう、お前しか見えない- (15 DJ TROOPERS)
- ALL MY TURN-このターンに、オレの全てを賭ける- (16 EMPRESS)
- THANK YOU FOR PLAYING (16 EMPRESS、16のエンディング曲にも使用)
- NEW SENSATION -もう、あなたしか見えない- / SUPER HEROINE 彩香-AYAKA- (17 SIRIUS)
- She is my wife (17 SIRIUS、満本人およびbeatnation recordsメンバーがムービーに登場)
- Everlasting Resort (18 Resort Anthem、18のエンディング曲にも使用)
- SA.YO.NA.RA. SUPER STAR (19 Lincle、She is my wife同様、満本人およびbeatnation recordsメンバーがムービーに登場)
- I will be back -オレは帰ってきた- (21 SPADA、She is my wife同様、満本人およびbeatnation recordsメンバーがムービーに登場)
- NO LIMIT -オレ達に限界は無い- (23 copula、SUPER STAR 満-MITSURU- vs. 伝説のダンサー マイク名義、満本人および同じく謎のアーティストであるマイクがムービーに出演)

jubeat
- ALL MY HEART -この恋に、わたしの全てを賭ける- / SUPER HEROINE 彩香-AYAKA- (knit)

REFLEC BEAT
- He is my only star / SUPER HEROINE 彩香-AYAKA-
- Smug Face -どうだ、オレの生き様は-

Dance Dance Revolution
- She is my wife （DDR X2、IIDXより移植）
- GOLD RUSH / DJ YOSHITAKA-G feat.Michael a la mode (DDR X2、IIDXより移植、アーケード用・家庭用DDRバージョンのタイトルコールを担当)
- ALL MY HEART -この恋に、わたしの全てを賭ける- / SUPER HEROINE 彩香-AYAKA- (jubeatより移植)

Dance Evolution ARCADE
- She is my wife （IIDXより移植）

SOUND VOLTEX
- She is my wife すーぱーアイドルミツル子Remixちゃん / 高井さんとuno(IOSYS)（II infinite infection）
- She is my wife （IIDXより移植）

その他
- So Fabulous!! -ONLY ONE Remix-（Ryu☆アルバム『starmine』）